# ATC kod G02
ATC kod G02 Drugi ginekologici su terapeutska podgrupa sistema za anatomsko terapeutsko hemijsku klasifikaciju. Ovaj sistem alfanumeričkih kodova je razvio  za klasifikaciju lekova i drugih medicinskih proizvoda.  Podgrupa G02 je deo anatomske grupe G Genitourinarni sistem i polni hormoni.

Kodovi za veterinarsku upotrebu (ATCvet kodovi) se mogu formirati stavljanjem slova Q ispred humanih ATC kodova: QG02... ATCvet kodovi bez odgovarajućeg humanog ATC koda su navedeni sa vodećim Q na sledećoj listi.
Nacionalna izdanja ATC klasifikacije mogu da obuhvataju dodatne kodove koji nisu prisutni na ovoj listi.

##G02A Uterotonici

### Ergotalkaloidi
Metilergometrin
 Ergot alkaloids
 Ergometrin
 Ergometrin, kombinacije

### Ergot alkaloidi i oksitocin sa analozima, u kombinaciji
Metilergometrin i oksitocin
 Ergometrin i oksitocin

###G02AD Prostaglandini
Dinoprost
 Dinoproston
 Gemeprost
 Karboprost
 Sulproston
 Kloprostenol
 Luprostiol
 Fenprostalen
 Tiaprost
 Alfaprostol
 Etiproston

##G02B Kontraceptiviza topičku primenu

###G02BA Intrauterinski kontraceptivi
Plastični IUD
 Plastični IUD sa bakrom
 Plastični IUD sa progestogenom

###G02BB Intravaginalni kontraceptivi
Vaginalni prsten sa progestogenom i estrogenom

## Drugi ginekološki agensi

###G02CA Simpatomimetici, suzbijači porođajnih kontrakcija
Ritodrin
 Bufenin
 Fenoterol
 Vetrabutin
 Klenbuterol

###G02CB Prolaktinskiinhibitori
Bromocriptin
 Lisurid
 Kabergolin
 Hinagolid
 Metergolin
 Tergurid

###G02CC Antiinflamatorniproizvodi zavaginalnodoziranje
Ibuprofen
 Naproksen
 Benzidamin
 Flunoksaprofen

### Drugi gonekologici
Atoziban
 
 Denaverin